# Olympia’s Tour 1984
Die Olympia’s Tour 1984 war die 33. Austragung des niederländischen Etappenrennens Olympia’s Tour. Es war ein Straßenradrennen für Amateure. Das Rennen fand vom 31. Mai bis zum 9. Juni statt. Die Olympia’s Tour 1984 war Bestandteil des Rennkalenders der Association Internationale des Organisateurs de Courses Cyclistes (AIOCC) in der Union Cycliste International (UCI), der 21 Amateurrundfahrten umfasste.

## Teilnehmer
Am Start waren Nationalmannschaften der gastgebenden Niederlande (Bahn und Straße), aus der DDR, der Sowjetunion, der Tschechoslowakei, Großbritannien, Belgien und Luxemburg. Dazu kamen einige Vereinsmannschaften aus den Niederlanden. Die Teams bestanden jeweils aus fünf Radrennfahrern.

## Rennen
Der Kurs der Rundfahrt war 1.406,4 Kilometer lang. Die Vorentscheidung im Gesamtklassement fiel auf der 6. Etappe in dem welligen Gelände rund um Valkenburg. Die Etappen zuvor waren von flacher Topographie geprägt. Falk Boden und Bernd Drogan forcierten auf der 6. Etappe, sechs Fahrer konnten folgen. Der Ausreißversuch war erfolgreich und der Vorsprung der Gruppe auf das Hauptfeld so groß, dass die vorderen Platzierungen für die Gesamtwertung fixiert wurden.

## Etappen

### Prolog
Die Rundfahrt begann mit einem Prolog in Nieuwleusen über 6, 2 Kilometer, der als Einzelzeitfahren ausgefahren wurde. Sieger wurde Jelle Nijdam aus der niederländischen Nationalmannschaft der Straßenfahrer.

### 1. Etappe
Die erste Etappe führte über 77 Kilometer rund um Nieuwleusen. Chris Koppert  gewann den Tagesabschnitt im Massensprint.

### 2. Etappe
Die zweite Etappe war zweigeteilt. Der ersten Abschnitt wurde von Nieuwleusen nach Hoogezand-Sappemeer über 150 Kilometer gefahren. Jean-Paul van Poppel gewann den Sprint einer großen Gruppe vor Falk Boden. Den zweiten Abschnitt rund um Hoogezand-Sappemeer war ein Mannschaftszeitfahren über 36,2 Kilometer, das die Sowjetunion vor dem Team Amstel gewann.

### 3. Etappe
Die dritte Etappe von Hoogezand-Sappemeer nach Harderwijk war 178 Kilometer lang. Gert Jacobs siegte aus einer achtköpfigen Gruppe heraus.

### 4. Etappe
Der Kurs der vierten Etappe führte von Harderwijk nach Schijndel über 170 Kilometer. Marek Kulesza aus dem polnischen Team gewann den Sprint des großen Hauptfeldes. In der Gesamtwertung führte Nico Verhoeven.

### 5. Etappe
Von Schijndel ging es auf der fünften Etappe nach Nuth. Nach 165 Kilometern siegte John Talen als Solist mit knappem Vorsprung vor seinem Landsmann Harry Verleijen.

### 6. Etappe
Die sechste Etappe führte von Nuth nach Huisberg über 150 Kilometer. Asjat Saitow gewann den Sprint einer Gruppe vor Falk Boden. Mit dem Etappensieg übernahm Saitow die Führung in der Einzelwertung.

### 7. Etappe
Die Etappe war erneut zweigeteilt. Von Huisberg ging es auf der siebenten Etappe nach Bladel. 154 Kilometer waren zu fahren. Sieger wurde Eric Breukink nach einer Alleinfahrt. Im zweiten Abschnitt wurde ein Einzelzeitfahren über 26 Kilometer in Bladel gefahren, das Jelle Nijdam vor Eric Breukink gewann. Saitow blieb Spitzenreiter nach der Etappe.

### 8. Etappe
Die achte Etappe führte von Bladel nach Hillegom über 205 Kilometer und war das längste Teilstück der Rundfahrt. Ron Mackay gewann aus einer großen Gruppe heraus.

### 9. Etappe
Die letzte und neunte Etappe führte die Fahrer von Hillegom nach Amsterdam über 90 Kilometer. Sieger wurde Albert Harren aus der niederländischen Bahnnationalmannschaft.

## Gesamtwertungen
Gesamtsieger wurde Asjat Saitow, der das Rennen insbesondere dank der Unterstützung seiner Teamkollegen Ivar Fels und Tõnu Roosmäe gewinnen konnte.

### Einzel
| Platz | Name          | Mannschaft  | Zeit       |
| ----- | ------------- | ----------- | ---------- |
| 1.    | Asjat Saitow  | Sowjetunion | 31:07:43 h |
| 2.    | Falk Boden    | DDR         | + 0:52 min |
| 3.    | Erik Breukink | Niederlande | + 1:05 min |
| 4.    | Hans Boom     | Niederlande | + 1:13 min |
| 5.    | Bernd Drogan  | DDR         | + 1:36 min |
| 6.    | John Talen    | Niederlande | + 1:40 min |

### Mannschaft
Der Mannschaftswertung konnte das Team Van Aarle vor der Sowjetunion und dem Team Amstel gewinnen.

### Punktewertung
Sieger dieser Sonderwertung wurde der Niederländer Mathieu Hermans.

### Sprintwertung
Die Sprintwertung entschied Peter Pieters vor dem Gesamtsieger Saitow für sich.

### Kombinationswertung
Sieger der Kombinationswertung wurde Asjat Saitow.